# Joaquim Nabuco
Jaquim Aurélio Barreto Nabuco de Araújo (Recife, 1849 – Washington, 1910) è stato un politico e giurista brasiliano.

## Biografia
Nacque da una famiglia di agiati proprietari terrieri; suo padre era il senatore José Tomás Nabuco de Araújo, consigliere di stato ed una delle maggiori figure politiche dell'Impero del Brasile, cofondatore del Partito Liberale nel 1868 e grande sostenitore dell'abolizione della schiavitù.
Joacquim Nabuco, degli stessi ideali del padre, dopo aver trascorso cinque anni viaggiando in Europa, torno in patria nel 1878 e fondò la Società Anti-Schiavista Brasiliana, entrando in politica e venendo eletto alla Camera dei Deputati.
Come politico fu tra i maggiori fautori dell'abolizione della schiavitù e dell'emancipazione degli schiavi che, infine, vennero proclamate dall'imperatore Pietro II nel 1888. In precedenza, si era prodigato per migliorare la Lei do Ventre Livre.  Fu e rimase sempre un sincero monarchico, diffidando perciò del nuovo regime repubblicano, quando un anno dopo, tramite un colpo di Stato, l'Impero fu rovesciato. Anche per questo si ritirò a vita privata e, per molti anni a seguire, si tenne lontano dalla vita politica.

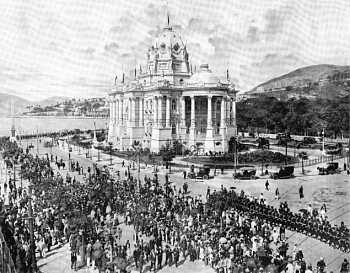
Il corteo funebre di Joaquim Nabuco davanti al Palazzo Monroe nel 1910

Nel 1898, nell'ambito di un arbitrato internazionale incardinato innanzi al Re d'Italia, patrocinò le ragioni del Brasile nella disputa con il Regno Unito riguardo ai confini della Guiana; alla fine Vittorio Emanuele III, nonostante statuisse la cessione di circa 19'000 chilometri quadri alla Guiana Britannica, anche grazie alle difese di Nabuco (contenute in addirittura 18 volumi di scritti), riconobbe al Brasile la sovranità esclusiva su di una vasta zona, che venne annessa al Territorio del Rio Branco (oggi Stato di Roraima).
Nel 1905 accettò l'incarico di primo ambasciatore brasiliano a Washington, che ricoprì fino al 1910. Nel 1897 venne cooptato all'interno dell'Accademia brasiliana delle lettere, di cui fece parte fino alla scomparsa.